# Liste der Baudenkmäler in Rott am Inn
Auf dieser Seite sind die Baudenkmäler in der oberbayerischen Gemeinde Rott am Inn zusammengestellt. Diese Tabelle ist eine Teilliste der Liste der Baudenkmäler in Bayern. Grundlage ist die Bayerische Denkmalliste, die auf Basis des Bayerischen Denkmalschutzgesetzes vom 1. Oktober 1973 erstmals erstellt wurde und seither durch das Bayerische Landesamt für Denkmalpflege geführt wird. Die folgenden Angaben ersetzen nicht die rechtsverbindliche Auskunft der Denkmalschutzbehörde.

## Baudenkmäler nach Ortsteilen

### Rott
| Lage                                                             | Objekt                         | Beschreibung | Akten-Nr.     | Bild           |
| ---------------------------------------------------------------- | ------------------------------ | --- | ------------- | -------------- |
| Aiblinger Straße, bei Nr. 21 (Standort)                          | Bildstock                      | Bezeichnet mit dem Jahr 1686. | D-1-87-170-1  | weitere Bilder |
| Glasenfeld, Arbinger Straße, zwischen Rott und Arbing (Standort) | Bildstock                      | 18. Jahrhundert. | D-1-87-170-2  | weitere Bilder |
| Bahnhofstraße 13 (Standort)                                      | Bauernhaus                     | Obergeschoss-Blockbau mit Laube und Giebellaube. 18. Jahrhundert. | D-1-87-170-3  | weitere Bilder |
| Haager Straße, bei Nr. 15 (Standort)                             | Kapelle                        | schlichter Putzbau mit Satteldach, 2. Hälfte 19. Jahrhundert; mit Ausstattung. | D-1-87-170-4  | weitere Bilder |
| Kaiserhof 1, 2, 3 (Standort)                                     | St. Marinus und Anianus        | Ehemalige Benediktiner-Klosterkirche. Neubau von Johann Michael Fischer, 1759–1763. Turmuntergeschosse 12. Jahrhundert, Aufbau des Nordturms 1803 abgetragen.                                                                               | D-1-87-170-5  | weitere Bilder |
| Kaiserhof 1, 2, 3 (Standort)                                     | Kloster                        | Ehemaliges Benediktinerkloster, gegründet um 1081, aufgelöst 1803, von den Klostergebäuden erhalten der ehemalige Festsaal und Gästetrakt von 1718 nördlich der Kirche (Kaiserhof 3) und der ehemalige Prälaturtrakt von 1759 (Kaiserhof 1) | D-1-87-170-5  | weitere Bilder |
| Kaiserhof (Standort)                                             | Friedhof bei der Klosterkirche | Friedhofs- und Klostergartenmauer des 18. Jahrhunderts. | D-1-87-170-7  | BW             |
| Kirchweg 9 (Standort)                                            | Pfarrhaus                      | Stattlicher Neubarockbau mit Mansarddach, 1897. | D-1-87-170-8  | weitere Bilder |
| Kirchweg 10 (Standort)                                           | Leichenhalle                   | Satteldachbau mit Vorhalle, wohl Anfang 20. Jahrhundert | D-1-87-170-7  | weitere Bilder |
| Kirchweg 13 (Standort)                                           | Gruftkapelle (Ädikula)         | Neubarocker Walmdachbau, wohl Anfang 20. Jahrhundert | D-1-87-170-7  | BW             |
| Marktplatz 8 (Standort)                                          | Bräustüberl                    | Ehemalige Klosterstallung. Satteldachbau, im Erdgeschoss Gewölbe über Säulen; 18. Jahrhundert. | D-1-87-170-9  | weitere Bilder |
| Rosenheimer Straße 7 (Standort)                                  | Schulhaus                      | Ehemaliges Schulhaus mit Krüppelwalmdach, Portal bezeichnet mit dem Jahr 1833. | D-1-87-170-10 | weitere Bilder |
| Weinberg 1 (Standort)                                            | Bauernhaus                     | Bauernhaus mit kräftigen Profilen, Mitte 19. Jahrhundert. | D-1-87-170-11 | weitere Bilder |

### Weitere Ortsteile
| Lage                                                                                | Objekt                       | Beschreibung | Akten-Nr.     | Bild           |
| ----------------------------------------------------------------------------------- | ---------------------------- | --- | ------------- | -------------- |
| Arbing 3 (Standort)                                                                 | Bauernhaus                   | Blockbau-Obergeschoss mit Bundwerk, 18. Jahrhundert. | D-1-87-170-12 | Bauernhaus     |
| Arbing 6 (Standort)                                                                 | Bauernhaus                   | Ehemaliges Bauernhaus, zweigeschossiger Flachsatteldachbau, Wirtschaftsteil mit reichem Bundwerk, Anfang 19. Jahrhundert                                                | D-1-87-170-13 | BW             |
| Arbing 15 (Standort)                                                                | Herz-Jesu-Kapelle            | Katholische Kapelle, wohl erste Hälfte 19. Jahrhundert. | D-1-87-170-14 | weitere Bilder |
| Au 4 (Standort)                                                                     | Stadel                       | Getreidekasten, Blockbau, 16. Jahrhundert | D-1-87-170-15 | weitere Bilder |
| Feldkirchen Feldkirchen 10 (Standort)                                               | Unsere Liebe Frau            | Katholische Filialkirche, spätgotische Anlage, Anfang 16. Jahrhundert, Turm 15. Jahrhundert. Spätmittelalterliche Kirchhofummauerung mit Portal, Mitte 16. Jahrhundert. | D-1-87-170-16 | weitere Bilder |
| Feldkirchen an der Einmündung der Feldkircher Straße in die Bundesstraße (Standort) | Bildstock                    | 17. Jahrhundert. | D-1-87-170-17 | weitere Bilder |
| Feldkirchen an der Straße nach Unterwöhrn (Standort)                                | Bildstock                    | 17. Jahrhundert. | D-1-87-170-18 | weitere Bilder |
| Lengdorf Rothweg 4 (Standort)                                                       | Bauernhaus                   | Einfirsthof, zweigeschossiger Wohnteil mit Flachsatteldach, Putzprofilen und Rustizierung, Wirtschaftsteil mit Bundwerk, 19. Jahrhundert                                | D-1-87-170-19 | weitere Bilder |
| Maierbach (Standort)                                                                | Hofkapelle                   | romanisierender Satteldachbau mit Dachreiter und Zierfries, möglicherweise um 1920 neu überbaut; mit Ausstattung                                                        | D-1-87-170-20 | BW             |
| Manglham (Standort)                                                                 | Kapelle                      | Katholische Privatkapelle mit Dachreiter, 1923. | D-1-87-170-21 | Kapelle        |
| Meiling (Standort)                                                                  | Kapelle                      | Katholische Kapelle, erste Hälfte 19. Jahrhundert. | D-1-87-170-22 | Kapelle        |
| Unterlohen westlich im Feld (Standort)                                              | Brechhütte                   | Hütte mit Bundwerküberbau, 18. Jahrhundert. | D-1-87-170-23 | BW             |
| Untersaurain 1 (Standort)                                                           | Wirtschaftsteil mit Bundwerk | Mitte 19. Jahrhundert | D-1-87-170-24 | weitere Bilder |
| Wurzach 4 (Standort)                                                                | Stadel                       | mit Bundwerk, 1836. | D-1-87-170-25 | BW             |
| Wurzach (Standort)                                                                  | Kapelle                      | Neugotisch, mit Dachreiter, zweite Hälfte 19. Jahrhundert. | D-1-87-170-26 | Kapelle        |
| Flur Zainach (Standort)                                                             | Grenzstein                   | wohl 18. Jahrhundert. | D-1-87-170-27 | Grenzstein     |

## Ehemalige Baudenkmäler
In diesem Abschnitt sind Objekte aufgeführt, die früher einmal in der Denkmalliste eingetragen waren, jetzt aber nicht mehr. Objekte, die in anderem Zusammenhang also z. B. als Teil eines Baudenkmals weiter eingetragen sind, sollen hier nicht aufgeführt werden. Aktennummern in diesem Abschnitt sind ehemalige, jetzt nicht mehr gültige Aktennummern.

| Lage                           | Objekt                               | Beschreibung                                                                 | Akten-Nr.     | Bild |
| ------------------------------ | ------------------------------------ | ---------------------------------------------------------------------------- | ------------- | ---- |
| Katzbach Katzbach 4 (Standort) | Wohnteil des ehemaligen Bauernhauses | zweigeschossiger Flachsatteldachbau mit Bundwerkgiebel, Ende 18. Jahrhundert | D-1-87-164-16 | BW   |